# Parindalmus tonkineus
Parindalmus tonkineus is een keversoort uit de familie zwamkevers (Endomychidae). De wetenschappelijke naam van de soort werd in 1922 gepubliceerd door Julien Achard.